# Ute Sielisch
Ute Margarete Alice Sielisch (geboren am 7. Juni 1924 in Erkner) ist eine ehemalige deutsche Schauspielerin.

## Leben
Ute Sielischs kurze Filmkarriere begann nach Schauspiel- und Gesangsausbildung 20-jährig in Philipp Lothar Mayrings kriegsbedingt unvollendet gebliebenen und als verschollen geltenden Films Wir seh’n uns wieder. Es folgten die erst nach Kriegsende fertig gestellten Filme Der Mann im Sattel von Harry Piel und Das Mädchen Juanita von Wolfgang Staudte, in denen sie kleinere Rollen übernahm, bevor sie 1948 in Stemmles Verfilmung des Kabarettprogramms Schwarzer Jahrmarkt die Rolle der „Traumfrau“ des von Gert Fröbe gespielten „Otto Normalverbrauchers“ darstellte. Im Film kontrastierte ihre Figur (platinblond, immer lächelnd, attraktiv), die Otto zunächst nur in Träumen erscheint und später in der Realität seine Frau wird, mit der tristen Trümmerlandschaft und den hungernden Bewohnern Berlins. 1948 gehörte Sielisch dann noch zum Ensemble der Aufführung von Carl Zuckmayers Des Teufels General am Berliner Schlosspark Theater, bevor sie bis 1953 noch in fünf weiteren Filmen auftrat, ehe sie sich aus dem Filmgeschäft zurückzog.

## Filmografie (Auswahl)
- 1944/52: Das Mädchen Juanita
- 1945: Wir seh’n uns wieder (Bettina, die Tochter des Organisten Meinhardt)
- 1945: Der Mann im Sattel (UA: 2000)
- 1948: Berliner Ballade (Eva Wandel)
- 1949: Anonyme Briefe (Elfie)
- 1950: Gabriela (Liane)
- 1950: Wenn Männer schwindeln
- 1953: Robert und Clara Schumann (Kurz-Spielfilm)
- 1953: Tagebuch einer Verliebten (Fräulein Käthi)

## Hörspiele (Auswahl)
- 1952: Paul Sarauw: Der kleine Napoleon – Regie: Werner Oehlschläger (Hörspielbearbeitung – RIAS Berlin)[2]